# Wrightoporia avellanea
Wrightoporia avellanea är en svampart som först beskrevs av Giacopo Bresàdola, och fick sitt nu gällande namn av Zdeněk Pouzar 1966. Wrightoporia avellanea ingår i släktet Wrightoporia och familjen Bondarzewiaceae.   Inga underarter finns listade i Catalogue of Life.